# 夜空を待ちながら
「夜空を待ちながら」（よぞらをまちながら）は、日本の歌手グループ、野猿の6枚目のシングル。1999年11月10日発売。

## 解説
- フジテレビ系「とんねるずのみなさんのおかげでした」テーマソング。
- PVは、都内某スタジオにて初めて全編屋内で撮影された。内容はメンバーが笑いあったり、じゃれ合うものである。全体的に白を基調とし“爽やかな野猿”をイメージしてつくられた。
- 野猿では最後の8cmCDシングルとなった。
- オリコン初登場2位以内に入らなければ1人、5位以内に入らなければ2人脱退という条件が出され、結果初登場6位だったため、「赤玉無料サービス」（メンバー全員が玉くじを引き白玉の中に2つだけある赤玉を引いたメンバーが脱退する）が行われ、赤玉を引いた平山、神波が脱退することになった。しかし、2人が脱退してしまう事への苦情や署名が殺到した事も影響し、すぐに復帰する事となった。この一件で、赤玉を引いた2人は「赤玉ブラザーズ」と命名された（平山が兄で神波が弟）。

## 収録曲
1. 夜空を待ちながら
作詞：秋元康、作曲・編曲：後藤次利
2ndアルバム『evolution』、ベストアルバム『撤収』に収録
2. 夜更けのanimal 
作詞：秋元康、作曲・編曲：後藤次利
ダンサーチーム　星野教昭と飯塚生臣によるデュオ
この楽曲名より、上記2人のユニットが「アニマルズ」と命名された。
3. 夜空を待ちながら -Original Karaoke-
4. 夜更けのanimal -Original Karaoke-